# Motortorpedoboot
Motortorpedoboot ist die Übersetzung der Bezeichnung verschiedener Länder für kleine Torpedoschnellboote mit einem Antrieb durch Verbrennungsmotoren. In Deutschland etablierte sich dafür der Sammelbegriff Schnellboot, der allerdings auch größere Boote und solche mit artilleristischer oder Flugkörperbewaffnung umfasst. Der Begriff Motortorpedoboot wird zur Spezifizierung solcher Bootstypen verwendet, die von den Konzepten der in der deutschen Marine verwendeten Torpedoschnellboote abweichen.
Ab 1932 wurde vor allem im Vereinigten Königreich und den diesem verbundenen Ländern die Bezeichnung Motor Torpedo Boat und dessen Akronym MTB verwendet. Auch die US Navy bezeichnete ihre entsprechenden Boote offiziell so, bekannter wurden diese jedoch als PT-Boote. Weitere Länder verwendeten die Bezeichnung in jeweiliger Sprachversion (z. B. Schweden: Motortorpedbåtar).
Die Bezeichnung Motortorpedoboot entstand in Unterscheidung zu ihren Vorläufern den Torpedobooten mit Dampfmaschinen, die ursprünglich etwa die gleiche Größe und Aufgabe hatten. Die Torpedoboote hatten im Ersten Weltkrieg zunehmend eine Rolle in Flottengefechten im Zusammenwirken mit Großkampfschiffen zugewiesen bekommen und waren auf eine Größe von bis zu mehreren Hundert Tonnen Verdrängung angewachsen. 
Für die Küstenverteidigung und Operationen in flachen Gewässern, boten sich zu dieser Zeit als Antrieb für kleine schnelle Boote nun Verbrennungsmotoren an. Zunächst wurden Petroleum- oder Benzinmotoren, später auch Dieselmotoren oder Gasturbinen verwendet.